# اهل ایمان (مشگین‌شهر)
اهل ایمان روستایی است که در استان اردبیل، شهرستان مشگین‌شهر، بخش مرکزی، دهستان شعبان قرار دارد. روستای اهل ایمان از شمال با روستای کوجنق، از جنوب با روستای شعبان، از شرق با روستای مزرعه جهان و از غرب با روستای آتشگاه همسایه است. مردم این روستا اکثراً به کار کشاورزی و دامداری مشغول هستند.

## جمعیت
بر اساس سرشماری سال ۱۳۸۵ جمعیت این روستا ۲۰۸ نفر با ۴۱ خانوار بوده‌است.